# Osola
Osola (niem. Ritschedorf) – wieś w Polsce położona w województwie dolnośląskim, w powiecie trzebnickim, w gminie Oborniki Śląskie.

## Podział administracyjny
W latach 1975–1998 miejscowość administracyjnie należała do województwa wrocławskiego.

## Położenie geograficzne
Miejscowość jest położona na Wzgórzach Trzebnickich, 32 km na północ od Wrocławia.

## Rekreacja
Osola jest bogato zalesiona, co sprawia, że jest popularnym miejscem dla turystyki weekendowej mieszkańców aglomeracji wrocławskiej.

## Infrastruktura kolejowa
We wsi znajduje się stacja kolejowa Osola, położona na jednej z najważniejszych linii kolejowych w Polsce - Wrocław-Poznań. Stacja obsługuje głównie ruch podmiejski pociągów osobowych do/z Wrocławia.

## Historia i architektura
Na terenie współczesnej Osoli odkryto ślady kultury łużyckiej. Miejscowość powstała jako kolonia Wielkiej Lipy. W okresie międzywojennym została rozbudowana, tworząc układ urbanistyczny, który przetrwał do czasów współczesnych. Miejscowość składa się z 11 ulic, które tworzą prawie symetryczny układ. Zabudowania wsi stanowią obecnie jedynie domy jednorodzinne z okresu międzywojennego oraz współczesne.